# 라왕

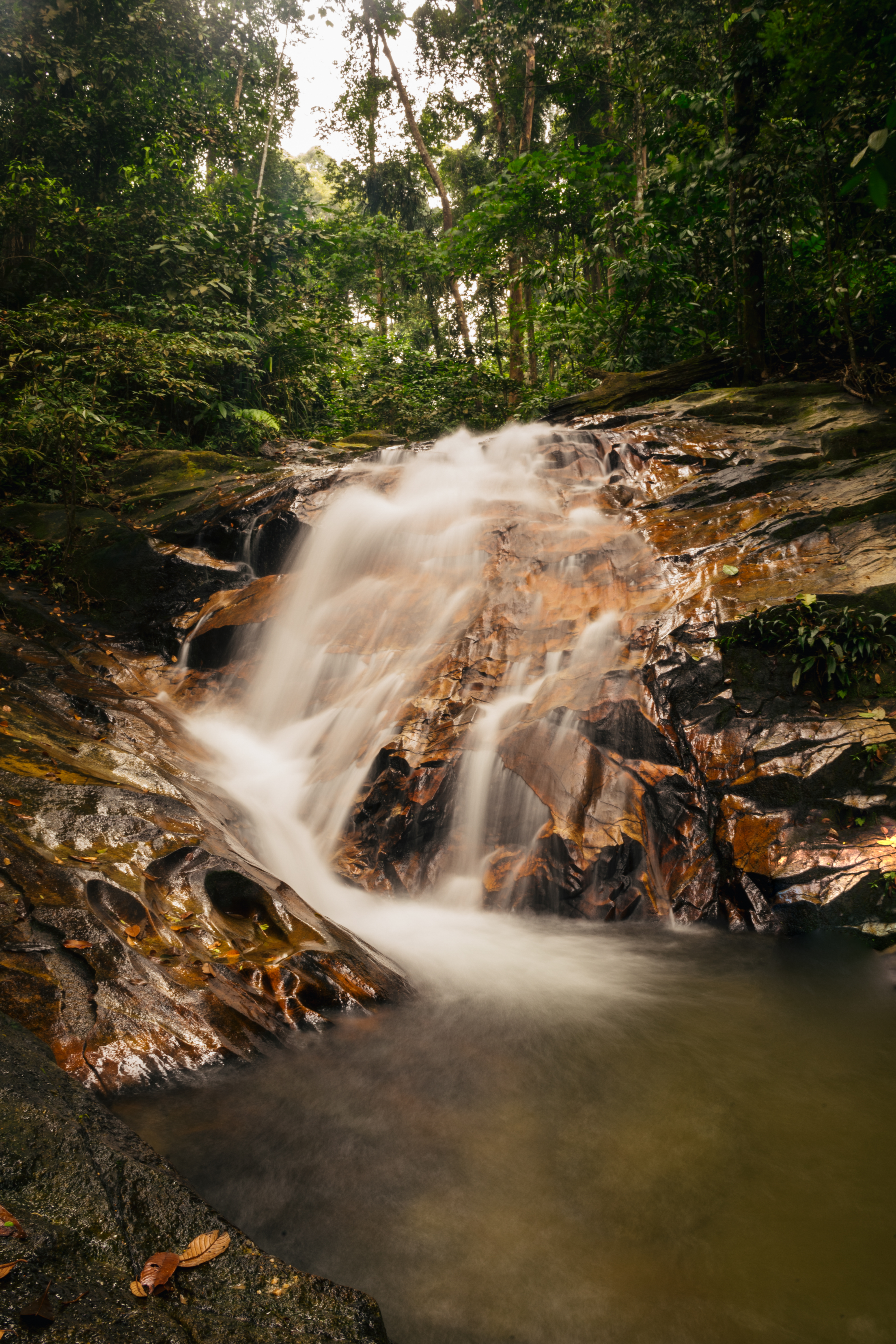

라왕(Rawang)는 말레이시아 슬랑오르주의 군(郡)으로, 면적은 143.5km2, 인구는 120,447명, 쿠알라 룸푸르 도심에서 북서쪽으로 약 23km 떨어져 있다.

## 인근
- Bandar Country Homes
- Kota Emerald
- Rawang Jaya
- Saujana Rawang
- Sungai Choh

## 쇼핑 센터
- AEON Anggun
- Parkson Ria
- Tesco Rawang